# Eli Ohana
Eliahu ("Eli") Ohana (Hebreeuws: אלי אוחנה) (Jeruzalem, 1 februari 1964) is een Israëlisch voormalig profvoetballer. Hij wordt beschouwd als een van de beste Israëlische voetballers aller tijden. Ohana werd in 2008 aangesteld als trainer van de nationale beloftenploeg van Israël.

## Jeugd
Eli Ohana werd geboren in Jeruzalem. Hij groeide op in een traditionele Joodse familie, die afkomstig was uit Haifa. Hij had zeven broers en twee zussen. De familie kampte destijds met financiële problemen. Ohana was elf jaar oud toen hij zich op aanraden van z'n broer Yossi aansloot bij de jeugd van voetbalclub Beitar Jeruzalem. In eerste instantie was z'n vader tegen die keuze, maar uiteindelijk besloot hij akkoord te gaan als Eli beloofde dat hij elke zaterdag naar de synagoge zou gaan.
Op het veld bleek Ohana een goede voetballer te zijn, maar zijn schoolresultaten waren slecht. Z'n broer Yossi stelde voor dat hij ofwel met school ofwel met voetbal stopte. Tegen de wil van z'n vader besloot Ohana met school te stoppen. In die periode trouwde Yossi en trok Ohana in bij Yossi en diens echtgenote.

## Carrière
In 1980 maakte Ohana de overstap naar het eerste elftal. Hij was toen zestien jaar oud. Samen met Uri Malmilian slaagde hij er in om het team naar de hoogste afdeling te laten promoveren. Daarin won de club de landstitel.
In 1987 maakte Ohana de overstap naar het Belgische KV Mechelen. Daar kwam hij in het team van de Nederlandse coach Aad de Mos terecht. Mechelen was op dat moment samen met RSC Anderlecht het sterkste team in België. De club kon in die periode naast Ohana rekenen op nog enkele andere goede voetballers zoals o.a. Michel Preud'homme, Lei Clijsters, Marc Emmers, Piet den Boer, Marc Wilmots en Johnny Bosman. In 1988 werd Mechelen vicekampioen, maar won het wel de Europacup II en de Europese Supercup. In de finale van de Europacup won Mechelen met 1-0 van AFC Ajax. Den Boer scoorde op aangeven van Ohana het enige doelpunt van de wedstrijd. Een jaar later won Mechelen ook de landstitel. Vanaf dan begonnen heel wat spelers naar het buitenland te trekken of gingen over naar Belgische rivalen. Vooral Anderlecht kocht in die periode heel wat spelers van Mechelen over.
Ohana zelf bleef tot 1990 bij Mechelen en trok dan naar het Portugese SC Braga. Daar bleef hij slechts één seizoen alvorens terug te keren naar z'n geboorteland.
In 1991 ging Ohana aan de slag bij de club waar het allemaal begon. Als een volksheld werd hij onthaald en eiste hij weer een plaats op in het team van Beitar Jeruzalem. In 1997 werd hij uitgeroepen tot Speler van het Jaar. Het leverde hem opnieuw een plaats in het Israëlisch voetbalelftal. Hij bleef tot 1999 bij de club voetballen. In z'n laatste seizoen was hij ook assistent van trainer Dror Kashtan. Een jaar later werd Ohana zelf coach en nam hij de functie van Kashtan over. In 2008 werd Ohana trainer van de nationale belofteploeg van Israël.

## Erelijst
Als speler
 Beitar Jerusalem
- Liga Leumit: 1986/87, 1992/93, 1996/97, 1997/98
- Beker van Israël: 1984/85, 1985/86
- Israëlische Super Cup: 1986
- Toto Cup: 1997/98

 KV Mechelen
- Europacup II: 1987/88
- Europese Supercup: 1988
- Eerste klasse: 1988/89
- Trofee Jules Pappaert: 1990

Individueel als speler
- Bravo Award: 1988
- Israëlisch Voetballer van het Jaar: 1984, 1997
- Israëlische Football Hall of Fame

Individueel als trainer
- Israëlisch Trainer van het Jaar: 2007